# 八角大智
八角 大智（はっかく だいち、1992年4月15日 - ）は、東京都出身の元サッカー選手。現役時代のポジションはディフェンダー。好きな食べ物はとびっこ。

## 経歴
流通経済大学付属柏高校卒業後浪人して一旦サッカーから離れるが、大学でもサッカーを続けることを決め、早稲田大学に進む。ア式蹴球部では2年でレギュラーを掴む。2016年にJ2のザスパクサツ群馬にアマチュア登録で加入した が、3月に契約解除となった。
4月以降は無所属となったが、群馬退団後すぐにJ3・グルージャ盛岡からオファーが届き、7月に盛岡へ移籍した。8月28日の天皇杯1回戦・早稲田大学戦にスタメン出場し、盛岡でのデビューを果たす。2017年は開幕から負傷離脱するまでリーグ戦19試合に連続出場し、最終的に22試合に出場した。シーズン終了後、契約満了により退団。
長らくラーメン屋見習いであったが2025年6月にバイトリーダーに昇進。

## 所属クラブ
- ヴァロールSC
- FRIENDLY.Jrユース
- 流通経済大学付属柏高等学校
- 早稲田大学
- 2016年1月 - 同年3月  ザスパクサツ群馬
- 2016年7月 - 2017年  グルージャ盛岡

## 個人成績
| 国内大会個人成績 | 国内大会個人成績 | 国内大会個人成績 | 国内大会個人成績 | 国内大会個人成績 | 国内大会個人成績 | 国内大会個人成績 | 国内大会個人成績 | 国内大会個人成績 | 国内大会個人成績 | 国内大会個人成績 | 国内大会個人成績 |
| 年度             | クラブ           | 背番号           | リーグ           | リーグ戦         | リーグ戦         | リーグ杯         | リーグ杯         | オープン杯       | オープン杯       | 期間通算         | 期間通算         |
| 年度             | クラブ           | 背番号           | リーグ           | 出場             | 得点             | 出場             | 得点             | 出場             | 得点             | 出場             | 得点             |
| 日本             | 日本             | 日本             | 日本             | リーグ戦         | リーグ戦         | リーグ杯         | リーグ杯         | 天皇杯           | 天皇杯           | 期間通算         | 期間通算         |
| ---------------- | ---------------- | ---------------- | ---------------- | ---------------- | ---------------- | ---------------- | ---------------- | ---------------- | ---------------- | ---------------- | ---------------- |
| 2016             | 群馬             | 33               | J2               | 0                | 0                | -                | -                | -                | -                | 0                | 0                |
| 2016             | 盛岡             | 9                | J3               | 10               | 1                | -                | -                | 3                | 0                | 13               | 1                |
| 2017             | 盛岡             | 5                | J3               | 22               | 1                | -                | -                | 2                | 1                | 24               | 2                |
| 通算             | 日本             | 日本             | J2               | 0                | 0                | -                | -                | -                | -                | 0                | 0                |
| 通算             | 日本             | 日本             | J3               | 32               | 2                | -                | -                | 5                | 1                | 37               | 3                |
| 総通算           | 総通算           | 総通算           | 総通算           | 32               | 2                | -                | -                | 5                | 1                | 37               | 3                |